# Willibald von Eichstätt

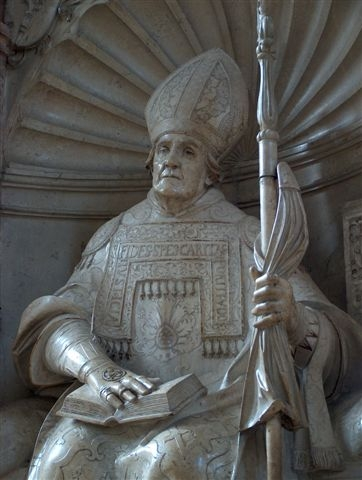
Willibald-Statue im Dom zu Eichstätt

Willibald von Eichstätt (* 22. Oktober um 700 vermutlich in Wessex in England; † 7. Juli 787 oder 788 in Eichstätt) war ein angelsächsischer Missionar und Bischof im Gebiet des heutigen Deutschlands, Bruder der ebenfalls als Missionare und Klostergründer tätigen Walburga und Wunibald und möglicherweise (nicht klar belegbar) ein Neffe des Bonifatius. Namenstage: 18. Dezember (evangelisch) und 7. Juli (römisch-katholisch).

## Leben

### Kindheit und Ausbildung
Hugeburc, eine Nonne im Eigenkloster von Willibald, dem Kloster Heidenheim, verfasste nach Erzählungen Willibalds vom Sommer/Herbst 778 eine Willibalds-Vita, die allerdings keine genauen Daten und keine Namensangaben der Eltern enthält. Die älteste erhaltene Handschrift entstand um 800.
Jedenfalls wurde Willibald um 700 als Erstgeborener eines angelsächsischen christlichen Grundherren im Süden Englands in Wessex geboren. Später, ab dem 12. Jahrhundert, wurde der Vater mit dem Namen Richard von Wessex und die Mutter mit dem Namen Wuna (auch Wunna oder Wina) genannt. Von seinen mindestens fünf Geschwistern sind nur zwei namentlich bekannt: Wunibald (auch: Wynnebald; * 701) und Walburga (* um 710).
Einen Großteil seiner Kindheit und Jugend (705-720/21) verbrachte Willibald im Kloster Waldheim (Waltham) in Südengland.

### Pilgerjahre
Mit seinem Vater und seinem Bruder Wunibald brach Willibald wahrscheinlich im Frühsommer 720 zu einer Pilgerfahrt nach Rom auf. Mit insgesamt 77 Ortsnamen (und 13 Personen) beschreibt die Nonne Hugeburc den Weg Willibalds recht detailliert, wenn ihr auch verschiedene Fehler unterlaufen sind. Die Reise startete im heutigen Hamblehaven und setzte sich nach der Überquerung des Ärmelkanals entlang der Seine in Rouen fort. Ohne genauere Beschreibung verlief der Weg durch Frankreich. Nun lässt Hugeburc die Pilger zunächst nach Italien „hinübergelangen“ und dann erst die „Burgen der Alpen“ erreichen. Konkret genannt wird Lucca, wo Willibalds Vater verstarb und in der Kirche des Hl. Frigdianus bestattet wurde. Um 1150 fand unter dem Namen Richard von Wessex' eine Erhebung der Gebeine statt, die wahrscheinlich dadurch veranlasst wurde, dass Reliquien für Eichstätt und Heidenheim erbeten wurden. Am 11. November 720, dem Martinstag, kamen die Brüder in Rom an und besuchten wahrscheinlich zuerst die Lateranbasilika und anschließend St. Peter. Dem Rom-Aufenthalt der Brüder schloss sich für Willibald und weitere Gefährten eine Pilgerreise über Sizilien nach Jerusalem und in das Heilige Land an (723–727). Auf der Rückreise brachte er längere Zeit in Konstantinopel (727–729) zu, wo er als Rekluse in einem Anbau der Apostelkirche lebte und einen kurzen Abstecher nach Nicäa machte.

### Mönch auf Montecassino
729 bis 739 wirkte er am äußeren und inneren Wiederaufbau des zu dieser Zeit zerstörten benediktinischen Ursprungsklosters Montecassino mit. Er war dort Küster der Kirche, Dekan und je vier Jahre Pförtner des oberen und des unteren Klosters.
739 reiste Willibald erneut nach Rom, als Begleiter seines Abtes, Petronax. Papst Gregor III. erfuhr von Willibalds Erfahrungen im Heiligen Land und gewährte ihm eine persönliche Audienz. Anschließend wurde Willibald von Papst Gregor III. auf Wunsch seines Verwandten Winfried-Bonifatius zur Unterstützung der Germanenmission in das Gebiet des heutigen Deutschlands entsandt. Ab Ostern 740 reiste Willibald über Lucca nach Germanien.

### Priester- und Bischofsweihe
Die „regio Eihstat“ wurde Bonifatius von dem baierischen Adeligen Suidger als Missionsstützpunkt geschenkt. In Eichstätt selber, einem verwüsteten Ort mit einem erhalten gebliebenen Marienkirchlein, wurde Willibald am 22. oder 23. Juli 740 von Bonifatius im Beisein Suidgers zum Priester und am 21. oder 22. Oktober 741 in Sülzenbrücken südlich von Erfurt, wo Willibalds Bruder Wunibald als Missionar tätig war, ebenfalls von Bonifatius unter Assistenz der Bischöfe Burkard von Würzburg und Witta von Büraberg zum Bischof geweiht. Ob Willibald erster Bischof von Erfurt werden sollte oder von vorneherein für Eichstätt die Bischofsweihe erhielt, ist nicht klärbar.

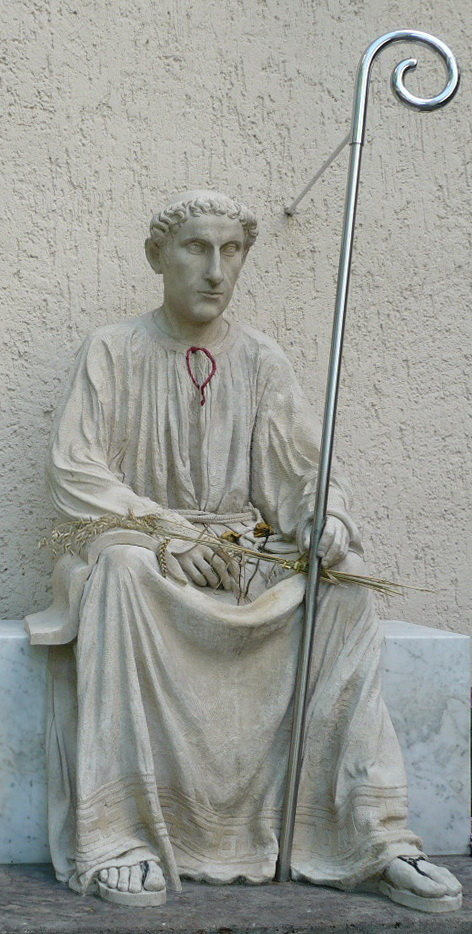
Statue des hl. Willibald an der Kirche St Willibald in München

### Abt und Bischof in Eichstätt
Mit drei Gefährten aus Rom nahm Willibald in Eichstätt seine Missionstätigkeit auf. Er gründete noch 741 ein Kloster, aus dem sich (743/45?) ein neues Bistum im Schnittpunkt der bayerischen, schwäbischen und fränkischen Einflussbereiche entwickelte. Willibald verstand sich wohl eher als fränkischer Bischof.
Vor seiner Eichstätter Klosteranlage, die einen eigenen Sakralraum hatte, ließ er eine Bischofskirche erbauen, an deren Stelle heute der Willibaldsdom steht. Von dort aus entwickelte er eine rege Missionstätigkeit; Einzelheiten hierüber sind nicht überliefert.
Willibald nahm im April 742 am Concilium Germanicum ostfränkischer Bischöfe teil. Unterstützt wurde die Synode von dem fränkischen Hausmeier Karlmann, der sie offiziell einberief und die Beschlüsse der Synode als allgemeines Gesetz verkündete. Neben Bonifatius nahmen an der Synode noch sechs weitere Bischöfe teil: „et Burghardum (Würzburg), et Regenfridum (Köln), et Wintanum (Büraburg), et Willibaldum (Eichstätt), et Dadanum (Erfurt), et Eddanum (Straßburg)“.
Am 1. März 743 fand eine Synode in Les Estinnes für Karlmanns Herrschaftsgebiet statt. Wahrscheinlich war auch Willibald anwesend, jedoch ist keine vollständige Teilnehmerliste dokumentiert. Anfang 745 fand die erste gesamtfränkische Synode statt, der Ort ist nicht bekannt. Das austrasische Bistum Köln wurde festgelegt und Bischof Gewilib von Mainz abgesetzt. Willibald war sicher ein Teilnehmer. 746 oder 747 nahm er an einer Synode mit acht angelsächsischen Bischöfen teil. Er ist im Bonifatiusbrief 73 bezeugt, in einem Mahnschreiben von Bonifatius und seinen Mitbischöfen Wera, Burghard, Werbert, Abel, Wilbald, Hwita und Leofwine an König Æthelbald. An der im März 747 stattgefundenen Teilreichsynode in Austrien unter Hausmeier Karlmann I. und Bonifatius hat Willibald offenbar nicht teilgenommen, da er nicht unter den Adressaten des Papstbriefes an die Teilnehmer erscheint.
Ab 750 unterstützte Willibald die Klostergründung des angelsächsischen Missionars Sola in Husen, dem späteren Solnhofen. 751/52 gründete er zusammen mit Wunibald das Eigenkloster Heidenheim im Sualafeldgau, dessen Leitung zunächst Wunibald, nach dessen Tod 761 Walburga innehatte, die danach noch ein Frauenkloster errichtete und dann das Doppelkloster leitete.
Willibald scheint zum letzten Mal im Juni 753 Bonifatius getroffen zu haben. Er ist mit ihm zusammen in einer Zeugenreihe aufgeführt, die zwar nur in einer Fälschung auf König Pippin den Jüngeren erhalten ist, aber mit großer Wahrscheinlichkeit zu einer verschollenen, wohl in Fulda ausgestellten Tradition gehört.
762 waren neben Willibald von Eichstätt auch Chrodegang und Megingaud (als Megingozus) unter den 44 Prälaten erwähnt, die einen Klerus-Gebetsverein, den Totenbund von Attigny, schlossen.
Laut Heinrich Wagner wurde die Vita Bonifatius (Vita prima) von Bischof Willibald von Eichstätt geschrieben, im Auftrag von Bischof Lullus von Mainz und Bischof Megingaud von Würzburg. Die Vita prima soll zwischen 755/56 und 768 entstanden sein. Die Argumente sind in den Bonifatiusstudien des Heinrich Wagner nachzulesen.
Als sich Megingaud im Jahre 769 entschloss, seine Bischofswürde abzulegen, kamen der Mainzer Erzbischof Lullus und Willibald von Eichstätt nach Würzburg, um den Nachfolger zu bestimmen (Vita Burkardi I.).
Beim Bau der Vierungskirche durch Megingaud 772–781 in Neustadt am Main diente Willibalds Bischofskirche von Eichstätt als Vorbild.
Am 24. September 777 erhob Willibald die Gebeine seines Bruders Wunibald, der am 18. September 761 in seiner Anwesenheit in Heidenheim gestorben war. Am 24. September 778 weihte er die dortige neue Klosterkirche. Noch zu Lebzeiten Willibalds entstand als viertes Kloster seines Bistums um 780 das Kloster Herrieden.
778 beurkundete Willibald das Testament des Bischofs Remigius von Straßburg.
Am 25. Februar 779 (?) starb Walburga und wurde von ihm in Heidenheim bestattet. Zumindest für eine Zeit lang übernahm Willibald die Leitung beider Konvente. Nach seinem Tod wurde das Frauenkloster aufgegeben und das Männerkloster in ein Chorherrenstift umgewandelt.
Am 22. August 781, bei der Weihe der neuen Benediktinerabtei in Neustadt am Main (Nivenstat, Nuovenstatt), haben laut der Stiftungsurkunde des Mattonenklosters neben Megingaud/Megingoz und Karl dem Großen auch die Bischöfe Willibald von Eichstätt und Lullus von Mainz teilgenommen.
Am 25. März 784 beurkundete Willibald eine Schenkung der Äbtissin Emhilt von Milz, einer Verwandten von Megingaud, in Milz an das Kloster Fulda.
Am 8. Oktober 786 tradierte Willibald Besitztümer an das Kloster Fulda und stiftete für sich ein Totengedächtnis.
Laut Heinrich Wagner ist das ein starkes Indiz, dass es sich bei dem Bischof „Pacificus“ in den Fuldaer Totenannalen des Jahres 788 um Bischof Willibald von Eichstätt handelt.
Am 7. Juli 787 oder 788 starb Willibald hochbetagt und wurde im Chor seines Domes bestattet. Sein Nachfolger war Gero/Gerhoh/Gerbo.

### Heiligsprechung, Verehrung

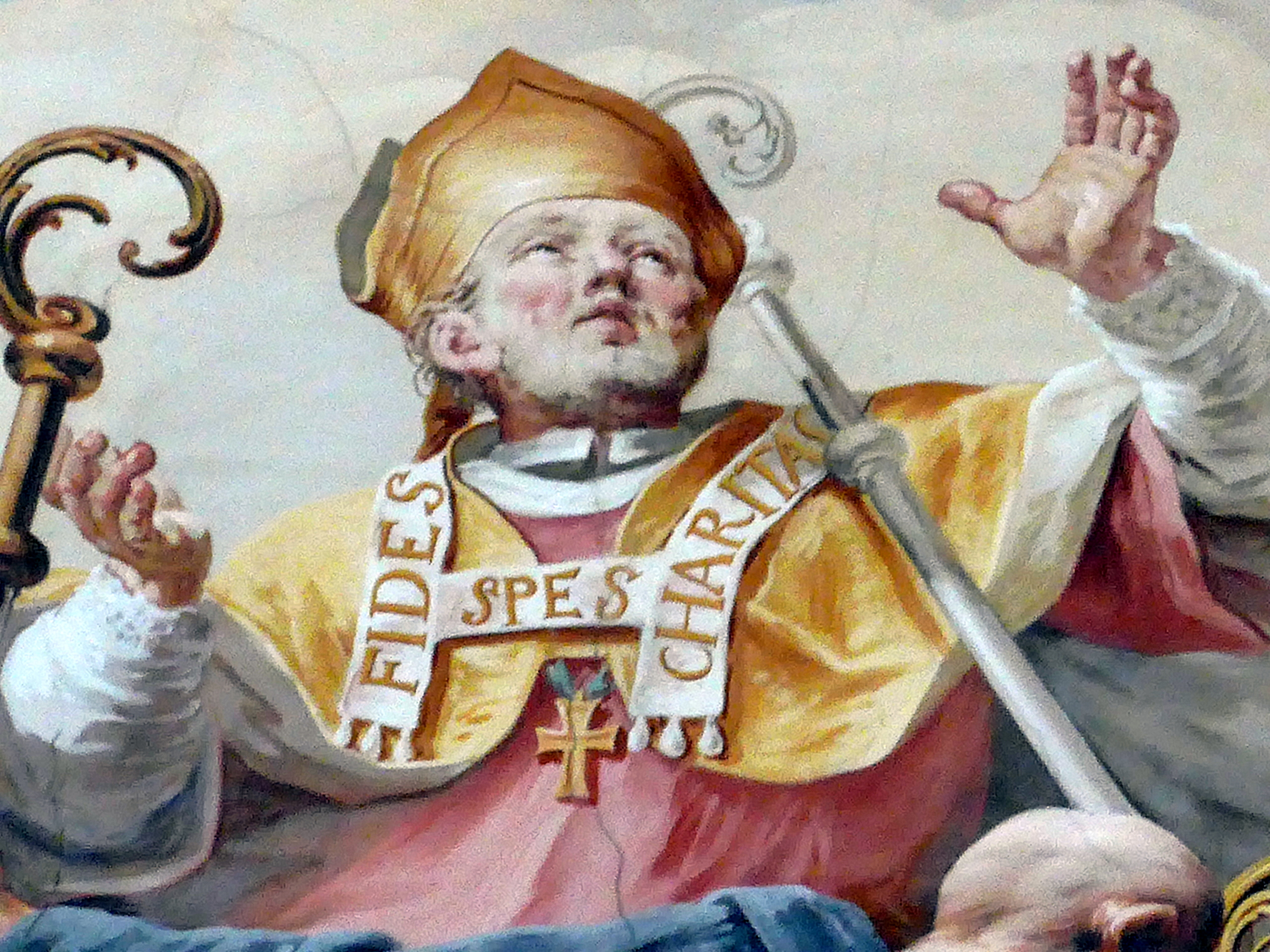
Bischof Willibald im 'Benediktinerhimmel' der Hauptkuppel der Abteikirche Neresheim von Martin Knoller (1772-1773)

Am 22. April 989 wurden seine Gebeine von Bischof Reginold erhoben; Willibald war damit heiliggesprochen. Die Neubestattung erfolgte in einer westlich des Domes gelegenen neuen Außenkrypta. Noch dreimal, 1256 unter Bischof Heinrich IV. (Beisetzung im Schiff des Domes), 1269 (Bestattung in einem steinernen Schrein im Westchor des Domes) und 1745 wurden die Reliquien umbestattet. Außer in Reliquiaren befinden sie sich seit der 1000-Jahr-Feier des Bistums (1745) in einem Glaskasten, der in einem Marmor-Hochsarkophag im Willibaldschor des Domes steht. Seine Statue vor dem Altar zum Mittelschiff hin hat 1514 Loy Hering, einer der bedeutendsten Renaissance-Bildhauer Deutschlands, geschaffen.
Im Gegensatz zu Walburga blieb die Verehrung Willibalds über Jahrhunderte nahezu gänzlich auf seine Diözese beschränkt. Sein Attribut in der christlichen Kunst ist – neben dem Bischofsstab und einem Buch, der Regel des heiligen Benedikt – zumeist das Rationale, das jedoch erst Jahrhunderte nach seinem Tod als liturgischer Gewandzusatz aufkam.

## Legenden
Im Jahre 741 soll er die erste Kirche in Marz (heutiges Burgenland) gebaut haben.

## Verehrung
Willibald galt zunächst ebenso wie seine Geschwister Wunibald und Walburga als nicht sehr volkstümlich und als Hausheiliger des Adels. Erst im von Seuchen und Hungersnöten geprägten Spätmittelalter wurden vor allem Walburga, aber auch Willibald als Schutzheilige wiederentdeckt; zahlreiche ihm geweihte Wallfahrtskirchen und -kapellen (→Willibaldskirchen) wurden errichtet, die zum Teil bis heute bestehen.
Seit 1712 begeht man zur Wallfahrtskirche St. Willibald in Jesenwang alljährlich den Willibald-Ritt mit Pferdesegnung zum Gedenken an eine von Willibald angeblich nach Fürbitte abgewendete Tierseuche. Die Verehrung Willibalds als Viehpatron ist nur für Jesenwang belegt.
Andere Patronate:
- Willibaldsburg
- Willibaldsbrunnen
- Willibald-Gymnasium
- Collegium Willibaldinum

Der Sedisvakanztaler des Bistums Eichstätt zeigt als Zeichen der Verehrung die Schutzpatrone Willibald von Eichstätt und Walburgis auf den Wolken sitzend.